# 42929 Франчіні
42929 Франчіні (42929 Francini) — астероїд головного поясу, відкритий 8 жовтня 1999 року.
Тіссеранів параметр щодо Юпітера — 3,501.